# HARD VOLTAGE
『HARD VOLTAGE』（ハード・ボルテージ）は、真行寺恵里の1枚目のアルバム。

## 内容
オリコンチャートで唯一、100位以内にランクインされたアルバム。11曲中6曲はサウンドプロデュース・編曲を担当した伊藤真太郎と共同作曲。

## 批評
CDジャーナルは「眠らない街で夢が現実におしつぶされそうになっても本気で行けば「ベイビー、イッツオーライ!」と思える人向け」と評した。

## 収録曲
全曲　作詞：真行寺恵里、編曲：伊藤真太郎
1. Get a life !
作曲：真行寺恵里
2. Keep on dreamin'
作曲：真行寺恵里
3. IN MY DREAM
作曲：真行寺恵里
4. 春の幻影
作曲：真行寺恵里
5. 揺れる秋桜
作曲：真行寺恵里・伊藤真太郎
6. Bye bye my boy
作曲：真行寺恵里・伊藤真太郎
7. WAITING FOR YOUR LOVE
作曲：真行寺恵里・伊藤真太郎
8. しあわせのファイル
作曲：真行寺恵里・伊藤真太郎
9. キラキラ☆ハッピーエンディング
作曲：真行寺恵里・伊藤真太郎
10. 明日への run away
作曲：真行寺恵里・伊藤真太郎
11. Do you remember
作曲：真行寺恵里・GOTSUO

## レコーディング参加
- 坂井紀雄 - ベース
- 関雅夫 - ベース
- トニー・フランクリン - ベース
- カーマイン・アピス - ドラム
- 小柳"cherry"昌法（LINDBERG） - ドラム
- 横関敦 - ギター
- 伊藤真太朗 - キーボード
- 山本拓夫 - サックス
- 篠崎正嗣ストリンス - ストリングスセクション
- 五十嵐淳一 - プログラミング